# Ursus maritimus tyrannus
ours polaire tyran
Sous-espèce
Ursus maritimus tyrannus (qui signifie ours polaire tyran) est une sous-espèce éteinte d'ours polaire, connue à partir d'un seul cubitus fragmentaire trouvé dans les graviers de la Tamise près du Kew Bridge, à Londres.

## Présentation
Son nom lui a été donné par le paléontologue finlandais Björn Kurtén en 1964 et est interprété pour représenter un individu subadulte relativement grand : le cubitus (ou ulna) est estimé à 48,5 cm de long lorsqu'il est complet. À titre de comparaison, l'ulna de l'ours polaire subadulte moderne mesure 36–43 cm de long.